# Essyl
Ne doit pas être confondu avec Thionck Essyl.
Essyl est un village du Sénégal situé en Basse-Casamance. Il fait partie de la communauté rurale d'Enampore, dans l'arrondissement de Nyassia, le département de Ziguinchor, et la région de Ziguinchor.
Lors du dernier recensement (2002), la localité comptait 132 habitants et 18 ménages.

## Personnalités
- Marcel Bassène (1946-2006), homme politique, est né à Essyl.